# Бояркино (Раменский район)
Боя́ркино — деревня в Раменском районе Московской области, входит в сельское поселение Кузнецовское. Население — 320 чел. (2010).
Деревня впервые упоминается в 1646 году в Марковской вотчине боярина Шереметева под названием Боярково. Тогда здесь числилось три крестьянских двора и «двор пуст» — его хозяин с братом и двумя детьми бежали в 1645 году.
Деревня остаётся далее в той же вотчине, меняя хозяев, как и село Марково. В 1760 годы здесь числилось 18 крестьянских дворов и 154 жителя обоего пола.
Быстрый рост населения происходит в XIX веке. По сведениям 1852 года в деревне в 32-х дворах проживало 182 души мужского и 185 — женского пола. Она находилась в 4-х верстах от города Бронницы и после реформы вошла в Велинскую волость. В 1876 году в 87 домах проживало 591 человек. Земельный надел составлял 362 десятины, из них: 189 десятин занимала пашня, 32 — заливные луга, 89 — леса. Урожаи получали средние. Лошадей было 83, коров — 80, мелкого скота — 30 голов. 9 хозяев земледелием не занимались. Крестьяне выплачивали выкуп по 1087 рублей в год, а всяких налогов по 16 рублей с работника.
В 1899 году в 118 домах деревни проживало 779 человек, в 31 семье отсутствующих числились 111 человек. Грамотных и учащихся имелось 248 жителей. Почти каждый хозяин покупал дрова и топливо. 29 семей надельной земли не имели, из остальных 76 хозяев землю обрабатывали своими силами, 29 — нанимали лошадей и инвентарь. 15 семей землю не обрабатывали. Урожаи получали средние. 55 хозяйств не имели лошадей или коров.
В 118 хозяйствах занимались промысловыми делами 444 человека. Из них 330 плели корзины и возили их на продажу, 120 мужчин работали за пределами деревни, главным образом в Москве. В Боярково плели корзины под пивные бутылки для московских пивоваренных и химических заводов. Прут для корзин привозили, пук его обходился 20 копеек, из него выходило 5 — 6 корзин. При своей заготовке и сбыте от одной корзины получали доход 4 — 4,5 копейки. За день делали 10 — 12 корзин и зарабатывали 40 — 45 копеек. Через скупщиков доход составлял 20 — 36 копеек в день. Работали всей семьёй целый день. Промысел постепенно к XX веку начал сокращаться, а потом исчез совсем. 39 человек занимались продажей прута, скупали и продавали корзины, а также торговали сеном.
В 1912 году в деревне было 137 дворов, 2 чайные, 2 мелочные лавки, складочно — потребительское общество, начальное земское училище.
В 1925 году в деревне — 171 двор и 940 жителей. В 1930-е годы был создан колхоз. Позднее в ходе реорганизации он вошёл в состав АО «Бояркино», которое в 90-е годы занималось выращиванием семян редиса, капусты и других овощных культур, имелись фермы крупного рогатого скота (коровы и свиньи).
На 1993 год в 157 домах проживало 166 семей, или 404 человека. В деревне находилась столовая, медпункт и т. д.

## Население
| 1926 | 2002 | 2010 |
| ---- | ---- | ---- |
| 836  | ↘337 | ↘320 |

По информации администрации сельского поселения Кузнецовское на 1 января 2013 г. в деревне проживает 383 человека.

## Уроженцы
- Артамонов, Александр Павлович (1904—1952) — советский военный деятель, полковник, участник Великой Отечественной войны.